# Norra Väderskärsören
Norra Väderskärsören är en ö i Finland. Den ligger i Skärgårdshavet och i kommunen Pargas i den ekonomiska regionen  Åboland i landskapet Egentliga Finland, i den sydvästra delen av landet. Ön ligger omkring 58 kilometer väster om Åbo och omkring 210 kilometer väster om Helsingfors.
Öns area är 2 hektar och dess största längd är 260 meter i sydöst-nordvästlig riktning. Ön höjer sig omkring 5 meter över havsytan.